# Xenorma plataea
Xenorma plataea är en fjärilsart som beskrevs av Druce 1893. Xenorma plataea ingår i släktet Xenorma och familjen tandspinnare. Inga underarter finns listade i Catalogue of Life.